# Bouli Lanners
Pour les articles homonymes, voir Lanner.
Philippe Lanners, dit Bouli Lanners, est un comédien, scénariste, peintre, marionnettiste et réalisateur belge francophone, né le 20 mai 1965 à Moresnet-Chapelle.
En 2023, il reçoit le César du meilleur acteur dans un second rôle pour son rôle dans La Nuit du 12.
À partir de 2024, il se consacre avec son épouse Élise Ancion à un théâtre de marionnettes liégeoises, le théâtre de la Couverture chauffante.

## Biographie

### Jeunesse
Bouli Lanners naît en 1965 à Moresnet-Chapelle, non loin du tripoint frontalier avec l’Allemagne et les Pays-Bas et grandit à La Calamine, une des neuf communes de langue allemande de Belgique, située sur la frontière et ancien territoire neutre (entre 1816 et 1919).

### Formation et débuts
Après un bref passage à l'Académie royale des beaux-arts de Liège, il entame une vie faite de petits boulots et de débrouille, tout en continuant à peindre.
Régisseur pour les Snuls, ceux-ci l'emploient occasionnellement comme acteur et peu à peu en font un personnage récurrent et populaire. Il commence alors sa carrière d'acteur en Belgique et en France.

### Carrière (réalisation)
En 1999, il écrit et réalise Travellinckx, un court métrage road-movie en super 8 noir et blanc, qui est projeté en festivals. Deux ans plus tard, le court métrage Muno est sélectionné à Cannes, à la Quinzaine des réalisateurs.
Son premier long métrage, Ultranova, est sorti en 2005 et primé au Festival de Berlin. Il tourne son deuxième long métrage Eldorado à l'été 2007, film qui sera sélectionné pour la Quinzaine des réalisateurs à Cannes en 2008, où il décroche le prix Regards jeunes, le prix du label Europa Cinemas du meilleur film européen de la Semaine de la critique et le prix FIPRESCI. L'année suivante, le film est nommé pour le César du meilleur film étranger.
Son troisième long métrage, Les Géants, a reçu deux prix à la Quinzaine des réalisateurs du festival de Cannes 2011, le prix de la Société des auteurs et compositeurs dramatiques et le prix Art Cinema Award, remis par la Confédération internationale des cinémas d'art et d'essai.
Les Premiers, les Derniers, son quatrième long métrage, est sélectionné par le Panorama au festival de Berlin en 2016 et récolte deux prix.
En 2019, il écrit et réalise L'Ombre d'un mensonge, son cinquième long métrage qu'il tourne en Écosse, sur l'île de Lewis, en langue anglaise avec Michelle Fairley dans le premier rôle féminin. Il s'associe à Tim Mielants pour assurer ensemble la co-réalisation sur le plateau. Le film est en sélection officielle au festival international du film de Toronto.
Parallèlement, il continue de peindre et donne des cours à l'Institut national supérieur des arts du spectacle et des techniques de diffusion à Bruxelles.
Depuis février 2024, il écrit, prête sa voix et manipule avec son épouse Élise Ancion les marionnettes du Théâtre de la Couverture Chauffante. Sorte de résurrection du Théâtre d'Al Botroûle, théâtre de ses beaux-parents, Françoise et Jacques Ancion. Les pièces jouées sont toutes des créations originales  dans lesquelles on retrouve un judicieux mélange de personnages issus de la tradition liégeoise. Ces pièces souvent frondeuses s’adressent à un public large à partir de douze ans,,.

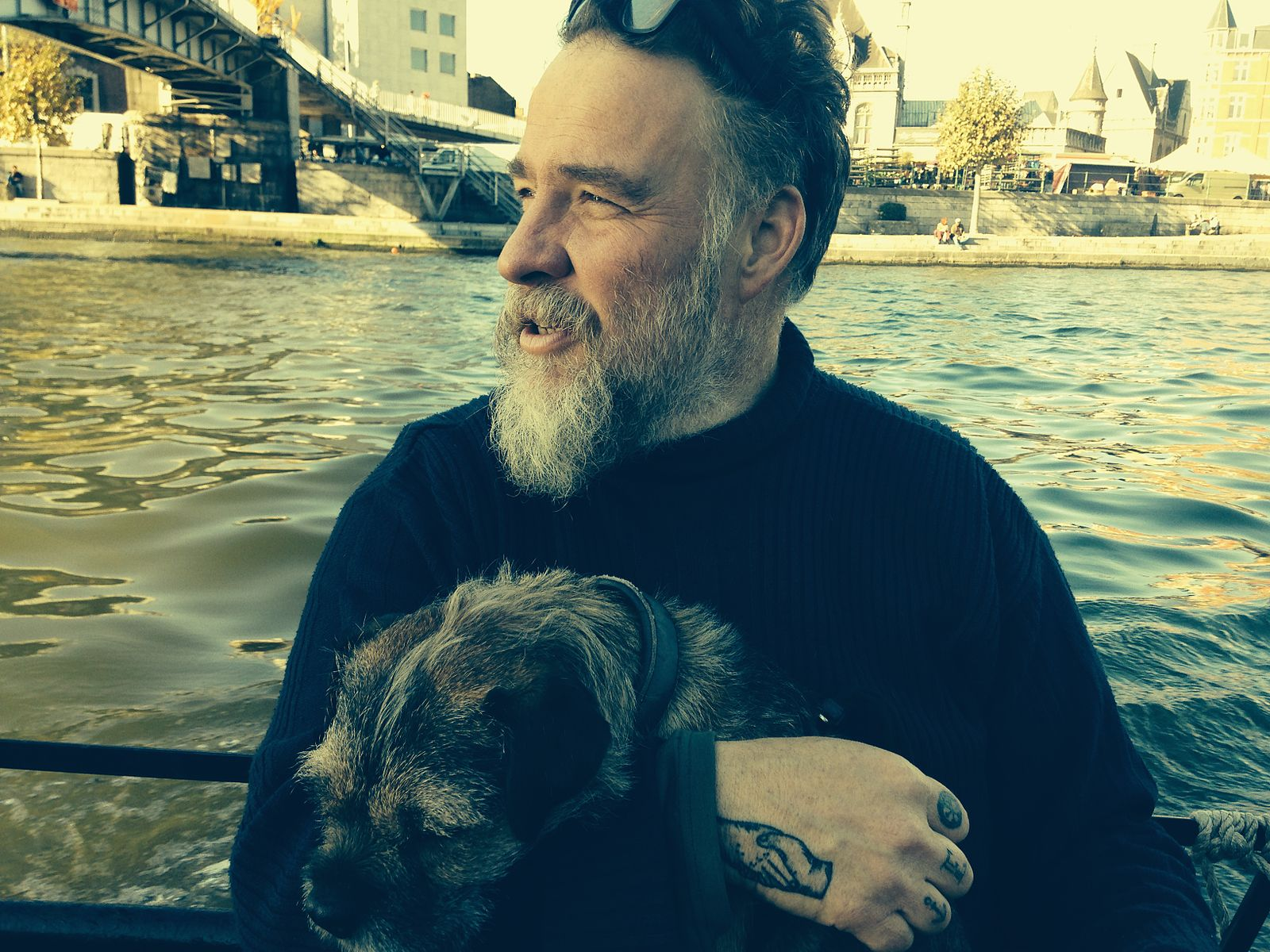
Bouli Lanners et son chien Gibus - Liège 2013

### Vie privée
Il habite à Liège avec son épouse Élise Ancion, scénariste, metteuse en scène et costumière.

### Engagements politiques
Bouli Lanners milite activement pour la fin du nucléaire à travers des associations comme le FDN ou le RAN. Il s'est fait remarquer à travers des petites vidéos « coup de gueule » diffusées sur les réseaux sociaux. Il a participé aux marches pour le climat et à des actions de désobéissance civile.
Il est proche des mouvements décroissants et parraine des campagnes de sensibilisation liées à la santé.

## Filmographie

### Acteur

#### Longs métrages
- 1990 : Toto le héros de Jaco Van Dormael : Gangster
- 1997 : Arlette de Claude Zidi : Emile
- 1999 : Les convoyeurs attendent de Benoît Mariage : Coach
- 1999 : Nello et le chien des Flandres de Kevin Brodie : Constable
- 2000 : Lumumba de Raoul Peck : un gardien de prison
- 2000 : Petites Misères de Philippe Boon et Laurent Brandenbourger : Eddy
- 2000 : Faites comme si je n'étais pas là d'Olivier Jahan : le docteur
- 2001 : Pauline et Paulette de Lieven Debrauwer : Chauffeur de taxi
- 2001 : Le Vélo de Ghislain Lambert de Philippe Harel : un invité au mariage
- 2003 : Des plumes dans la tête de Thomas de Thier : Sergio
- 2003 : En territoire indien de Lionel Epp : le gendarme
- 2003 : L'Autre de Benoît Mariage : le directeur de l'institution
- 2004 : Madame Édouard de Nadine Monfils : Gégé
- 2004 : Atomik Circus de Didier Poiraud et Thierry Poiraud : Chip
- 2004 : Un long dimanche de fiançailles de Jean-Pierre Jeunet : Chardolot
- 2004 : Aaltra de Gustave Kervern et Benoît Delépine : le chanteur
- 2004 : Quand la mer monte... de Yolande Moreau et Gilles Porte : le patron du marché
- 2005 : Cinéastes à tout prix de Frédéric Sojcher
- 2005 : Bunker Paradise de Stefan Liberski : David d'Ermont de Viard
- 2006 : Enfermés dehors de Albert Dupontel : Youssouf
- 2006 : Avida de Gustave Kervern et Benoît Delépine : le collectionneur
- 2006 : Où est la main de l'homme sans tête de Guillaume et Stéphane Malandrin : Mathias
- 2007 : Cowboy de Benoît Mariage : Debaest
- 2007 : Astérix aux Jeux Olympiques de Frédéric Forestier et Thomas Langmann : Samagas
- 2008 : J'ai toujours rêvé d'être un gangster de Samuel Benchetrit : Léon
- 2008 : Eldorado de lui-même : Yvan
- 2008 : Louise-Michel de Gustave de Kervern et Benoît Delépine : Michel Pinchon
- 2009 : Panique au village de Stéphane Aubier et Vincent Patar : Simon, Facteur (voix)
- 2009 : Rien de personnel de Mathias Gokalp : Pierrick Barbieri
- 2009 : Le Vilain d'Albert Dupontel : Nick Korazy
- 2010 : Chicas de Yasmina Reza : Maurice
- 2010 : Blanc comme neige de Christophe Blanc : Simon
- 2010 : Mammuth de Gustave Kervern et Benoît Delépine : le recruteur
- 2010 : Kill Me Please de Olias Barco : Vidal
- 2010 : Sans queue ni tête de Jeanne Labrune : Xavier Demestre
- 2011 : Rien à déclarer de Dany Boon : Bruno Vanuxem
- 2011 : Des vents contraires de Jalil Lespert : M. Bréhel
- 2012 : De rouille et d'os de Jacques Audiard : Martial
- 2012 : Le Grand Soir de Gustave Kervern et Benoît Delépine : le vigile
- 2012 : Astérix et Obélix : Au service de sa Majesté de Laurent Tirard : Grossebaf
- 2013 : 11.6 de Philippe Godeau : Arnaud
- 2013 : La Grande Boucle de Laurent Tuel : Rémi
- 2013 : La Confrérie des larmes de Jean-Baptiste Andrea : le Hibou
- 2013 : 9 mois ferme d'Albert Dupontel : policier vidéosurveillance
- 2013 : Lulu femme nue de Sólveig Anspach : Charles Castanaud
- 2014 : Les vacances du Petit Nicolas de Laurent Tirard : M. Bernique
- 2014 : Tous les chats sont gris de Savina Dellicour : Paul
- 2015 : Je suis mort mais j'ai des amis de Guillaume et Stéphane Malandrin : Yvon
- 2016 : Les Premiers, les Derniers de Bouli Lanners : Gilou
- 2016 : Grave de Julia Ducournau : le routier
- 2016 : Réparer les vivants de Katell Quillévéré : Docteur Pierre Révol
- 2017 : Petit Paysan d'Hubert Charuel : Jamy
- 2017 : Tueurs de François Troukens et Jean-François Hensgens : Danny
- 2018 : Chien de Samuel Benchetrit : Max
- 2018 : C'est ça l'amour de Claire Burger : Mario
- 2018 : Troisièmes noces de David Lambert : Martin
- 2019 : Convoi exceptionnel de Bertrand Blier : Patrick Boyard
- 2019 : De Patrick de Tim Mielants : Mom
- 2019 : Notre dame de Valérie Donzelli : Didier
- 2020 : Effacer l’historique de Benoît Delépine et Gustave Kervern : Dieu
- 2020 : Adieu les cons d'Albert Dupontel : Médecin de Suze
- 2021 : Cette musique ne joue pour personne de Samuel Benchetrit : Poussin
- 2021 : L'Ombre d'un mensonge : Philippe Haubin (Phil)
- 2022 : La Nuit du 12 de Dominik Moll : Marceau
- 2023 : Un coup de maître de Rémi Bezançon : Renzo Nervi
- 2023 : Un métier sérieux de Thomas Lilti
- 2023 : Second Tour d'Albert Dupontel : L'entraîneur
- 2024 : Une affaire de principe d'Antoine Raimbault : José Bové

#### Série télévisée
- 2021 : Hippocrate, saisons 2 et 3 de Thomas Lilti : Olivier Brun

#### Courts métrages
- 1991 : Pic Pic André (et leurs amis) de Stéphane Aubier et Vincent Patar
- 1994 : Quelque chose de Jean-Paul De Zaeytijd
- 1994 : Urinoir dogs de Willem Wallyn
- 1995 : Au bord de l'autoroute d'Olivier Jahan
- 1995 : Eau douce de Marie Vermillard
- 1995 : La Vie intérieure d'Eddy Luyckx
- 1996 : La Boucherie Voelkaertz de Jo Piron
- 1997 : Huis clos à Zaventem de Billy Bellanou
- 1997 : Le Signaleur de Benoît Mariage
- 1997 : Autre chose de Jean-Paul de Zaeytijd
- 1997 : La Conquête du Pôle Sud de Patric Jean et Manfred Karge
- 1997 : La Dinde de Sam Garbarski
- 2000 : Le Centre du monde de Vivian Goffette
- 2003 : Joséphine de Joël Vanhoebrouck
- 2007 : Les Amis réunis de Alain Fryns[10]
- 2015 : La Part de l'ombre d'Olivier Smolders

#### Téléfilms
- 1995 : La Veuve de l'architecte de Philippe Monnier (téléfilm) : Serge
- 1996 : L'huile sur le feu de Jean-Daniel Verhaeghe (téléfilm)
- 1997 : Les Steenfort, maîtres de l'orge de Jean-Daniel Verhaeghe (téléfilm)
- 1997 : Le Pantalon d'Yves Boisset (téléfilm) : Sgt. Fourrier
- 1997 : Théo et Marie, d'Henry Helman, sous le nom "Bouli"
- 1998 : Tatort (série télévisée, 1 épisode)
- 1998 : Maigret (Episode 28 : Maigret et l'inspecteur Cadavre )
- 1998 : Il n'y a pas d'amour sans histoires de Jérôme Foulon (téléfilm) : Le chauffeur routier
- 2000 : Leopold de Joël Séria (téléfilm) : Bart
- 2004 : Twin Fliks de Stefan Liberski (téléfilm) : Bernard Graffé

Apparitions dans :
- Snuls
- Les Carnets de Monsieur Manatane
- Groland
- Jaadtoly

- Voix dans :
  - Il est une des voix récurrentes des épisodes de Panique au village de Stéphane Aubier et Vincent Patar. Les voix de Simon, le facteur, les vaches, etc.
  - Avril et le Monde truqué de Franck Ekinci et Christian Desmares : la voix de Gaspard Pizoni.

### Réalisateur

#### Courts métrages
- 1995 : Les Sœurs Vanhoof
- 1996 : Non Wallonie ta culture n'est pas morte
- 1999 : Travellinckx
- 2001 : Le Festival de Kanne de Belgique
- 2001 : Welcome in new Belgique
- 2001 : Muno

#### Longs métrages
- 2004 : Ultranova
- 2008 : Eldorado
- 2011 : Les Géants[11]
- 2016 : Les Premiers, les Derniers
- 2021 : L'Ombre d'un mensonge[12]

Pièces pour marionnettes écrites et jouées
- 2024 : La disparue du Bois Jacquet
- 2024 : Le poignard de la rue de l’Épée
- 2024 : Le menuisier des Carpates
- 2024 : L’Espérance
- 2025 : Miséréor
- 2025 : Les trois mains coupées[5]

## Distinctions

### Acteur
- 2008 : prix Raimu du comédien dans un second rôle pour J'ai toujours rêvé d'être un gangster
- 2009 : Meilleur second rôle masculin (Prix du Jury) au Festival Jean Carmet de Moulins pour le film Rien de personnel de Mathias Gokalp
- Magritte 2013 : Meilleur acteur dans un second rôle pour De rouille et d'os
- Festival de cinéma européen des Arcs 2018 : prix d'interprétation masculine pour C'est ça l'amour[13],[14].
- 2019 : Prix d'interprétation masculine au Festival de Cabourg pour le film C'est ça l'amour de Claire Burger
- Magritte du cinéma 2020 : Meilleur acteur pour C'est ça l'amour
- 2021 : Prix "Best Actor" au Chicago International Film Festival pour son rôle dans Nobody Has To KNow
- César 2023 : Meilleur acteur dans un second rôle pour La Nuit du 12
- Magritte 2023 : Meilleur acteur pour La Nuit du 12

### Réalisateur
- Festival du cinéma européen de Lille 2003 : Grand prix du jury pour Muno
- 2005 : Prix de la Confédération internationale des cinémas d'art et d'essai (CICAE), pour Ultranova, sélectionné par le Panorama au festival de Berlin
- 2008 : Prix Label Europa Cinemas du meilleur film Européen, pour Eldorado, sélectionné par la Quinzaine des réalisateurs au Festival de Cannes
- 2008 : Prix FIPRESCI, pour Eldorado, sélectionné par la Quinzaine des réalisateurs au Festival de Cannes
- 2008 : Prix Regards Jeunes, pour Eldorado, sélectionné par la Quinzaine des réalisateurs au Festival de Cannes
- 2008 : Prix André-Cavens pour le meilleur film belge pour Eldorado
- 2009 : nomination pour le César du meilleur film étranger pour Eldorado
- 2010 : Chevalier de l'Ordre des Arts et des Lettres, (France).
- 2011 : Prix SACD (Société des auteurs et compositeurs dramatiques), pour Les Géants, sélectionné par la Quinzaine des réalisateurs au Festival de Cannes
- 2011 : le Art Cinéma Award de la Confédération Internationale des Cinémas d'Art et d'Essai (CICAE), pour Les Géants, sélectionné par la Quinzaine des réalisateurs au Festival de Cannes
- 2011 : Grand prix du Festival International du film de Dieppe pour Les Géants
- 2012 : Magritte du cinéma, meilleur film et meilleure réalisation pour Les Géants
- 2016 : Prix Label Europa Cinemas du meilleur film européen et prix œcuménique pour Les Premiers, les Derniers, sélectionné au festival de Berlin dans la section « Panorama ».
- Festival du film de Cabourg 2016 : Swann d'or du meilleur réalisateur pour Les Premiers, les Derniers.
- 2017 : Magritte du cinéma, meilleur film et meilleure réalisation pour Les Premiers, les Derniers.
- Magritte 2023 : meilleure réalisation pour L'Ombre d'un mensonge.

### Personnalité publique
- Officier du Mérite wallon (O.M.W.) 2016[15].
- Commandeur du Mérite wallon (C.M.W.) 2023[16].

- Bouli Lanners est fait citoyen d'honneur de la ville de Liège en 2023.
- En septembre 2024, il reçoit les insignes de docteur honoris causa de l'Université de Namur[17].